# Josep Clarós
Josep Clarós (Barcelona, España, 28 de enero de 1969) es un entrenador de baloncesto español. Actualmente entrena al Rizing Zephyr Fukuoka.

## Trayectoria deportiva
- 1993–1994 NE Missouri State. . (Entrenador ayudante)
- 1995–1997 American University.
- 1995 Selección de baloncesto de El Salvador.
- 1997 Correcaminos UAT Reynosa.
- 1998 Trotamundos de Carabobo.
- 1999 Correcaminos Reynosa.
- 1999–2000 Fort Wayne Fury. . (Entrenador ayudante) (Entrenador ayudante)
- 2000–2002 Club Baloncesto Rosalía de Castro.
- 2002–2005  Tarragona.
- 2004–2006 CAB Madeira.
- 2007–2008 Hanzevast Capitals.
- 2008–2009 Joventut Badalona (Entrenador ayudante)[2]
- 2009–2010 Joventut Badalona.
- 2010–2011 Joventut Badalona.   (Entrenador ayudante)
- 2011–2012 Halifax Rainmen.
- 2010–2013 Selección de baloncesto de México.
- 2012–2013 Pioneros de Cancún.
- 2014: Selección de baloncesto de Egipto. [3]
- 2014–2015 Halifax Rainmen. [4]
- 2015–2016 Al-Muharraq SC. [5]
- 2016 Rizing Fukuoka.
- 2016-2017 Manama Club.
- 2017–2019 Akita Northern Happinets.

## Palmarés
- 2010. México. Juegos Centroamericanos y del Caribe, en Mayagüez (Puerto Rico). Plata.

## Estadísticas
| Equipo                   | Temp.   | P  | V  | D  | %V-D | Finalizó       | PP | VP | DP | %V-DP | Resultado          |
| ------------------------ | ------- | -- | -- | -- | ---- | -------------- | -- | -- | -- | ----- | ------------------ |
| Rizing Fukuoka           | 2016    | 12 | 6  | 6  | .500 | 8º en Oeste    | 2  | 0  | 2  | .000  | Pierde en 1ª ronda |
| Akita Northern Happinets | 2017-18 | 60 | 54 | 6  | .900 | 1º en B2 Este  | 5  | 3  | 2  | .600  | B2 subcampeón      |
| Akita Northern Happinets | 2018-19 | 60 | 17 | 43 | .283 | 5º en Este     | -  | -  | -  | -     |                    |
| Rizing Zephyr Fukuoka    | 2019-20 | 15 | 4  | 11 | .267 | 6º en B2 Oeste | -  | -  | -  | -     |                    |
| Rizing Zephyr Fukuoka    | 2020-21 | 59 | 26 | 33 | .441 | 5º en B2 Oeste | -  | -  | -  | -     |                    |